# Matthieu Osch
Matthieu Osch (ur. 1 kwietnia 1999 w Luksemburgu) – luksemburski narciarz alpejski, uczestnik Zimowych Igrzysk Olimpijskich 2018.
Jedyny reprezentant Luksemburga na Zimowych Igrzyskach Olimpijskich 2018, zarazem był także chorążym swojego kraju na ceremonii otwarcia i zamknięcia igrzysk.

## Osiągnięcia

### Igrzyska olimpijskie
| Miejsce | Dzień     | Rok  | Miejscowość | Konkurencja | Czas biegu | Strata | Zwycięzca       |
| ------- | --------- | ---- | ----------- | ----------- | ---------- | ------ | --------------- |
| 62.     | 18 lutego | 2018 | Pjongczang  | Gigant      | 2:18,04    | +22,35 | Marcel Hirscher |
| DNF1    | 22 lutego | 2018 | Pjongczang  | Slalom      | 1:38,99    | -      | André Myhrer    |
| 28.     | 13 lutego | 2022 | Pekin       | Gigant      | 2:09,35    | +17,19 | Marco Odermatt  |
| DNF1    | 16 lutego | 2022 | Pekin       | Slalom      | 1:44,09    | -      | Clément Noël    |

### Mistrzostwa świata
| Miejsce | Dzień     | Rok  | Miejscowość       | Konkurencja | Czas biegu | Strata | Zwycięzca              |
| ------- | --------- | ---- | ----------------- | ----------- | ---------- | ------ | ---------------------- |
| 47.     | 15 lutego | 2019 | Åre               | Gigant      | 2:20,24    | -      | Henrik Kristoffersen   |
| DNF1    | 17 lutego | 2019 | Åre               | Slalom      | 2:05,86    | -      | Marcel Hirscher        |
| 31.     | 19 lutego | 2021 | Cortina d’Ampezzo | Gigant      | 2:05,86    | +15,25 | Mathieu Faivre         |
| 28.     | 21 lutego | 2021 | Cortina d’Ampezzo | Slalom      | 1:46,48    | +16,91 | Sebastian Foss Solevåg |

### Mistrzostwa świata juniorów
| Miejsce | Dzień    | Rok  | Miejscowość | Konkurencja     | Czas biegu | Strata | Zwycięzca     |
| ------- | -------- | ---- | ----------- | --------------- | ---------- | ------ | ------------- |
| 64.     | 9 marca  | 2017 | Åre         | Supergigant     | 1:17,91    | +6,94  | Nils Alphand  |
| 64.     | 11 marca | 2017 | Åre         | Superkombinacja | 2:05,14    | +16,92 | Loïc Meillard |
| 64.     | 13 marca | 2017 | Åre         | Gigant          | 2:25,23    | +20,34 | Loïc Meillard |
| DNF1    | 14 marca | 2017 | Åre         | Slalom          | 1:37,64    | -      | Adrian Pertl  |

### Puchar Świata

#### Miejsca w klasyfikacji generalnej
- sezon 2017/2018: –
- sezon 2018/2019: -

#### Miejsca na podium
Osch nigdy nie stanął na podium zawodów PŚ.